# The King of Limbs
The King of Limbs è l'ottavo album in studio del gruppo musicale britannico Radiohead.

## Descrizione
È stato pubblicato il 18 febbraio 2011 in download digitale nei formati MP3 e WAV; a partire dal 28 marzo 2011 è disponibile in formato CD e, dal 9 maggio 2011 nell'edizione speciale "newspaper". L'edizione "newspaper" contiene 2 vinili, diversi artwork in formato grande, 625 artwork in formato piccolo e un compact disc.
L'album è stato annunciato sul sito dei Radiohead il 14 febbraio 2011, quattro giorni prima della sua uscita. Il nome dell'album potrebbe essere riferito ad una quercia della foresta di Savernake, ritenuta avere 1000 anni. L'albero è situato a 4.8 km (3 miglia) dalla Tottenham Court House, dove i Radiohead hanno registrato parte del precedente album In Rainbows.
Il 18 febbraio 2011, poche ore prima di rendere disponibile il download, è stato pubblicato il video di Lotus Flower sul sito ufficiale della band.
Il 19 dicembre 2011 è stato pubblicato il DVD The King of Limbs: Live from the Basement, un'esecuzione integrale dal vivo dell'album (che include anche i nuovi brani The Daily Mail, Staircase e Supercollider), sul modello di quanto già fatto dalla band nel 2008 con In Rainbows.

## Tracce
1. Bloom - 5:14
2. Morning Mr. Magpie - 4:41
3. Little by Little - 4:27
4. Feral - 3:12
5. Lotus Flower - 5:00
6. Codex - 4:46
7. Give Up the Ghost - 4:50
8. Separator - 5:21

## Formazione
- Thom Yorke - voce principale, chitarra ritmica, pianoforte
- Jonny Greenwood - chitarra principale, tastiere
- Ed O'Brien - chitarra, voce armonica, cori
- Colin Greenwood - basso, tastiere
- Philip Selway - batteria, percussioni, cori

## Classifiche
| Classifica (2011)         | Posizione massima |
| ------------------------- | ----------------- |
| Australia                 | 2                 |
| Austria                   | 11                |
| Belgio (Fiandre)          | 7                 |
| Belgio (Vallonia)         | 8                 |
| Canada                    | 5                 |
| Danimarca                 | 10                |
| Finlandia                 | 13                |
| Francia                   | 8                 |
| Germania                  | 13                |
| Giappone                  | 3                 |
| Irlanda                   | 7                 |
| Italia                    | 8                 |
| Norvegia                  | 4                 |
| Nuova Zelanda             | 5                 |
| Paesi Bassi               | 3                 |
| Regno Unito               | 7                 |
| Spagna                    | 10                |
| Stati Uniti               | 3                 |
| Stati Uniti (alternative) | 1                 |
| Stati Uniti (independent) | 1                 |
| Stati Uniti (rock)        | 1                 |
| Svezia                    | 9                 |
| Svizzera                  | 8                 |